# Leucauge levanderi
Leucauge levanderi là một loài nhện trong họ Tetragnathidae.
Loài này thuộc chi Leucauge. Leucauge levanderi được miêu tả năm 1901 bởi Kulczynski.